# Браун, Карл (футболист)
Карл Браун (англ. Carl Brown; род. 30 октября 1950, Кингстон) — ямайский футболист, бывший главный тренер сборной Ямайки.

## Биография
В качестве футболиста Браун всю свою карьеру провел в клубе "Бойз Таун". С 1970 по 1980 год регулярно вызывался в сборную Ямайки. Завершив карьеру Браун трижды возглавлял национальную команду своей страны, а с 2007 по 2011 год руководил сборной Каймановых островов.
С 2014 года он работает в техническом комитете КОНКАКАФ.

## Достижения
- Бронзовый призёр Золотого кубка КОНКАКАФ (1): 1993.